# 검은모자이크꼬리쥐
검은모자이크꼬리쥐(Melomys aerosus)는 쥐과에 속하는 설치류의 일종이다.

## 분포
인도네시아 말루쿠 제도 스람섬의 토착종이다. 해발 650~1,830m 높이에서 서식한다. 현재 3곳의 모식산지, 마누셀라 국립공원의 마누셀라 산과 호아울루 산, 카니케 인근 지역에서 알려져 있다.